# Notepad++
Notepad++ – wolny i otwartoźródłowy rozbudowany edytor tekstu (oraz zamiennik Notatnika) przeznaczony na systemy operacyjne z rodziny Microsoft Windows, oparty na projekcie Scintilla i rozpowszechniany na licencji GNU GPL.
Program jest napisany w czystym C++ z wykorzystaniem Win32 API i STL przez programistę o pseudonimie Don Ho. Interfejs programu jest dostępny w wielu językach – także po polsku.
Notepad++ posiada wiele zbudowanych funkcji pozwalających na wygodną edycję są to: podświetlanie składni m.in. w: C, C++, Java, C#, XML, HTML, TeX, PHP, JavaScript, makefile, ASCII-Art, doxygen, ASP, VB/VBScript, skrypty powłoki systemów uniksowych, BAT, SQL, Objective-C, CSS, Pascal, Perl, Python, Lua, Tcl, asembler, Ruby, Lisp, Scheme, Diff, Smalltalk, PostScript i VHDL. Dodatkowo użytkownik edytora może stworzyć kolorowanie dla używanego przez siebie języka programowania, używając wbudowanego systemu.
Program obsługuje autouzupełnianie, wyszukiwanie i zamianę ciągów znaków za pomocą wyrażeń regularnych, edycję z podziałem ekranu, powiększanie, karty (możliwość otwierania oraz edycję wielu plików jednocześnie). Program umożliwia również tworzenie makr oraz wtyczek. Przydatną opcją jest wyszukiwanie i podświetlanie par nawiasów (otwierającego i zamykającego).
Dzięki pakietowi Wine możliwe jest użycie go w systemach operacyjnych z rodziny GNU/Linux. Otrzymał on w ramach projektu Wine ocenę platynową, co oznacza, że działa bez żadnych problemów.
Notepadqq jest edytorem wzorowanym na Notepad++, działającym natywnie w środowisku GNU/Linux.
Jak wiele aplikacji GNU GPL posiada wersję przenośną (portable) nie wymagającą instalacji.